# Campeonato Europeu de Jiu-Jitsu IBJJF
O Campeonato Europeu de Jiu-Jitsu IBJJF (também conhecido como European Championship ou European Open) é o maior e mais prestigiado torneio de Jiu-Jitsu brasileiro realizado na Europa pela Federação Internacional de Jiu-Jitsu Brasileiro (IBJJF). O torneio é um campeonato aberto que aceita competidores de todos os países e é considerado uma das competições mais importantes na preparação para o Mundial. 

## Histórico
A primeira edição do Campeonato Europeu foi realizada em 2004 em Lisboa, Portugal. Com o passar dos anos, o torneio cresceu significativamente em tamanho e prestígio, tornando-se um dos quatro principais torneios da IBJJF, ao lado do Campeonato Mundial, do Campeonato Pan-Americano de Jiu-Jitsu Brasileiro e do Campeonato Brasileiro de Jiu-jitsu.
Durante quase duas décadas, o evento foi realizado anualmente em Lisboa. No entanto, depois que a pandemia da COVID-19 causou o cancelamento da edição de 2021, o torneio foi transferido para Roma, na Itália, em 2022. Desde 2023, a competição é sediada em Paris, na França, mas em 2025 foi sediada novamente em Lisboa.

## Categorias de peso
Os atletas competem de acordo com sua faixa etária e categoria de peso.

### Masculino
- Pesadíssimo (+100,5 kg)
- Super Pesado (-100,5 kg)
- Pesado (-94,3 kg)
- Meio-Pesado (-88,3 kg)
- Médio (-82,3 kg)
- Leve (-76 kg)
- Pena (-70 kg)
- Pluma (-64 kg)
- Galo (-57,5 kg)

### Feminino
- Pesadíssimo (+79,3 kg)
- Pesado (-79,3 kg)
- Meio-Pesado (-74 kg)
- Médio (-69 kg)
- Leve (-64 kg)
- Pena (-58,5 kg)
- Pluma (-53,5 kg)
- Galo (-48,5 kg)

## Importância
A IBJJF atribui pesos de pontos a seus torneios para ajudar a calcular a classificação de um atleta. Para a temporada 2017/2018 da IBJJF, o Campeonato Europeu teve uma ponderação de 4, tornando-o o segundo em importância apenas para o Campeonato Mundial de Jiu-Jitsu, que tem uma ponderação de 7. O evento serve como um trampolim crucial para os competidores de elite que se preparam para o Mundial e é frequentemente o primeiro grande evento internacional da IBJJF do ano civil.

## Competidores notáveis
Ao longo dos anos, vários campeões mundiais e competidores de alto nível participaram do Campeonato Europeu. Alguns dos atletas mais notáveis que ganharam títulos nos europeus incluem:
- Roger Gracie [13]
- Leandro Lo [14][15]
- Mikey Musumeci [16]
- Micael Galvão [17] [18]
- Gabi Pessanha [19][20]
- Tainan Dalpra [21][22]
- Sarah Galvão[23][24]

## Fatos interessantes
O Campeonato Europeu é conhecido por ser um dos maiores torneios da IBJJF em termos de participação, muitas vezes atraindo milhares de competidores em todo o mundo. Ao contrário do Campeonato Pan-Americano de Jiu-Jitsu Brasileiro e do Campeonato Mundial, que são realizados nos Estados Unidos, os europeus proporcionam uma grande oportunidade para os atletas de fora da América do Norte competirem em um nível de elite. O evento é aberto a todos os níveis de faixa, da branca à preta, e inclui divisões para competidores juvenis, adultos e masters.

## Locais Anteriores
| Ano       | Local                         |
| --------- | ----------------------------- |
| 2004–2020 | Lisboa, Portugal              |
| 2021      | Cancelado (Pandemia Covid-19) |
| 2022      | Roma, Itália                  |
| 2023      | Paris, França                 |
| 2024      | Paris, França                 |
| 2025      | Lisboa, Portugal              |

## Campeões Faixa Preta Masculino por ano e peso
| Ano  | País     | -57.5 kg Galo                | -64 kg Pluma                     | -70 kg Pena                      | -76 kg Leve                   | -82.3 kg Médio               | -88.3 kg Meio Pesado          | -94.3 kg Pesado                    | -100.5 kg Super Pesado           | +100 kg Pesadíssimo                 | Absoluto                  |
| ---- | -------- | ---------------------------- | -------------------------------- | -------------------------------- | ----------------------------- | ---------------------------- | ----------------------------- | ---------------------------------- | -------------------------------- | ----------------------------------- | ------------------------- |
| 2004 | Portugal |                              | Wellington Leal Dias Santos(1/3) | Carlos Lemos Jr. (1/1)           | Carlos Vieira (1/1)           | João Felipe (fighter) (1/1)  | Reinaldo Ramos (1/1)          |                                    |                                  | Lucio Rodrigues (1/6)               | Lucio Rodrigues (2/6)     |
| 2005 | Portugal |                              | Wellington Leal Dias Santos(2/3) | Fredson Paixão (1/1)             | Rodrigo Migliaccio (1/1)      | Fabricio Camões (1/1)        | Ronaldo Souza (1/1)           | Lucio Rodrigues (3/6)              | Cyborg Abreu (1/1)               | Roger Gracie (1/2)                  | Roger Gracie (2/2)        |
| 2006 | Portugal |                              | Augustin Clement (1/1)           | Wellington Leal Dias Santos(3/3) | Christian Uflacker [en] (1/1) | Leonardo Pechanha (1/1)      | Eduardo Rios (1/1)            | Alessandro Nunes (jiu-jitsu) (1/1) |                                  | Victor Costa (jiu-jitsu) (1/1)      | Mário Reis (1/2)          |
| 2007 | Portugal |                              | Anderson Perriera(1/1)           | Reinaldo Ribeiro (1/2)           | Phillipe Della Monica (1/1)   | Alan Nascimento (1/3)        | Raphael Abi Rihan (1/1)       | Braulio Estima (1/5)               | Rafael Lovato Júnior (1/2)       | Bruno Santos (1/1)                  | Braulio Estima (2/5)      |
| 2008 | Portugal | Wekcilley Lima (1/1)         | Felipe Costa (1/1)               | Reinaldo Ribeiro (2/2)           | Michel Maia (1/1)             | Alan Nascimento (2/3)        | Alexandre Souza (1/2)         | Lima Junior (1/1)                  | Marcel Fortuna [en] (1/1)        | Luis Oliveira (jiu-jitsu) (1/1)     | Alexandre Souza (2/2)     |
| 2009 | Portugal |                              | Pablo Santos (jiu-jitsu) (1/1)   | Mário Reis(2/2)                  | Michael Langhi (1/6)          | Kron Gracie (1/1)            | Alan Nascimento (3/3)         | Braulio Estima (3/5)               | Rodrigo Cavaca (1/2)             | Marcio Cruz (1/1)                   | Braulio Estima (4/5)      |
| 2010 | Portugal | Bruno Malfacine (1/1)        | Guilherme Mendes (1/1)           | Rafael Mendes (1/2)              | Lucas Lepri (1/1)             | Gustavo Campos (1/2)         | Tarsis Humphreys (1/1)        | Fabio Gurgel (1/1)                 | Ricardo Abreu (1/1)              | Rodrigo Cavaca (2/3)                | Gustavo Campos (2/2)      |
| 2011 | Portugal |                              | Ary Farias (1/1)                 | Eduardo Ramos (jiu-jitsu) (1/1)  | Michael Langhi (2/6)          | Claudio Calasans (1/3)       | Braulio Estima (5/5)          | Bernardo Faria (1/3)               | Lucio Rodrigues (4/6)            | Igor Silva (fighter) (1/2)          | Sergio Moraes (1/1)       |
| 2012 | Portugal | Koji Shibamoto (1/2)         | Carlos Holanda (1/1)             | Bruno Frazzato (1/1)             | Roberto Satoshi (1/1)         | Victor Estima (1/1)          | Rodrigo Fajardo (1/2)         | Rodolfo Vieira (1/1)               | Bernardo Faria (2/3)             | Alexander Trans (1/3)               | Rodolfo Vieira (2/2)      |
| 2013 | Portugal | Brandon Mullins (1/1)        | Laercio Fernandes (1/1)          | Rubens Charles [en] (1/2)        | Michael Langhi (3/6)          | Claudio Calasans (2/3)       | Romulo Barral (1/1)           | Dimitrius Souza (1/1)              | Bernardo Faria (3/3)             | Alexander Trans (2/3)               | Leo Nogueira (1/1)        |
| 2014 | Portugal | Caio Terra (1/3)             | Jose Barros (jiu-jitsu) (1/1)    | Rafael Mendes (2/2)              | Michael Langhi (4/6)          | Claudio Calasans (3/3)       | Tiago Silva (jiu-jitsu) (1/1) | Jackson Sousa (1/2)                | Lucio Rodrigues (5/6)            | Rodrigo Cavaca (3/3)                | Alexander Trans (3/3)     |
| 2015 | Portugal | Caio Terra (2/3)             | João Miyao (1/3)                 | Marcio Andre Barbosa (1/4)       | Michael Langhi (5/6)          | Jonathan Torres (1/1)        | André Galvão (1/2)            | Erbeth Santos de Mesquita(1/2)     | Lucio Rodrigues (6/6)            | Ricardo Evangelista (2/2)           | André Galvão (2/2)        |
| 2016 | Portugal | Caio Terra (3/3)             | João Miyao (2/3)                 | Marcio Andre Barbosa (2/4)       | Michael Liera Jr. (1/1)       | Yago Vinicius de Souza (1/1) | Gabriel Arges de Sousa (1/1)  | Jackson Sousa (2/2)                | Erbeth Santos de Mesquita (2/2)  | Pedro Henrique de Souza Moura (1/1) | Felipe Pena (1/1)         |
| 2017 | Portugal | Koji Shibamoto (2/2)         | Mikey Musumeci (1/2)             | Rubens Charles [en] (2/2)        | Marcio Andre Barbosa (3/4)    | Marcos Tinoco (1/1)          | Rodrigo Fajardo (2/2)         | Leandro Lo (1/2)                   | Mahamed Aly (1/1)                | Igor Silva (2/2)                    | Leandro Lo (2/2)          |
| 2018 | Portugal | Hiago Gama (1/1)             | Hiago George (1/2)               | Marcio André Barbosa (2/2)       | Michael Langhi (6/6)          | Isaque Bahiense (1/2)        | Horlando Monteiro (1/1)       | Keenan Cornelius (1/2)             | Manuel Pontes (1/1)              | Ricardo Evangelista (2/2)           | Lucas Barbosa (1/1)       |
| 2019 | Portugal | Rodnei Barbosa (1/1)         | João Miyao (3/3)                 | Paulo Miyao (1/1)                | Levi Jones-Leary (1/1)        | Isaque Bahiense (2/2)        | Rudson Mateus (1/1)           | Kaynan Duarte (1/3)                | Fellipe Andrew (1/5)             | Victor Honório (1/1)                | Gustavo Batista (1/1)     |
| 2020 | Portugal | Tomoyuki Hashimoto (1/1)     | Mikey Musumeci (2/2)             | Isaac Doederlein (1/1)           | Jonnatas Gracie (1/1)         | Tommy Langaker (1/1)         | Manuel Ribamar (1/1)          | Keenan Cornelius (2/2)             | Patrick Gaudio (1/1)             | Igor Schneider (1/1)                | Fellipe Andrew (2/5)      |
| 2022 | Itália   | Thalison Soares (1/3)        | Hiago George (2/2)               | Diego Sodré (1/1)                | Espen Mathiesen (1/1)         | Tainan Dalpra (1/2)          | Bruno Lima (1/1)              | Adam Wardziński (1/2)              | Fellipe Andrew (3/5)             | Rafael Lovato Júnior (2/2)          | Fellipe Andrew (4/5)      |
| 2023 | França   | Thalison Soares (2/3)        | Malachi Edmond (1/1)             | Fabricio Andrey (1/1)            | Andy Murasaki (1/1)           | Tainan Dalpra (2/2)          | Jansen Gomes (1/1)            | Fellipe Andrew (5/5)               | Kaynan Duarte (2/3)              | Mason Fowler (1/1)                  | Kaynan Duarte (3/3)       |
| 2024 | França   | Thalison Soares (3/3)        | Meyram Alves (1/1)               | Kennedy Maciel (1/1)             | Elijah Dorsey (1/1)           | Micael Galvão (1/1)          | Maurício Oliveira (1/1)       | Adam Wardziński (2/2)              | Erich Munis (1/1)                | Gutemberg Pereira (1/2)             | Gutemberg Pereira (2/2)   |
| 2025 | Portugal | Yuri Hendrex Assunção Soares | Diogo Pinheiro dos Reis          | Diego Oliveira Batista           | Leonardo Souza de Oliveira    | Tainan Dalpra (2/2)          | Davi Vetoraci de Menezes      | Adam Wardziński (2/2)              | Windson Alves de Oliveira Torres | Luis Fernando de Oliveira           | Luis Fernando de Oliveira |

## Campeãs Faixa Preta Feminino por ano e peso
| Ano  | País     | -48 kg Galo                   | -53 kg Pluma                  | -58 kg Pena             | -64 kg Leve                    | -69 kg Médio                         | -74 kg Meio Pesado       | -80 kg Pesado                | +80 kg Super Pesado    | Absoluto                |
| ---- | -------- | ----------------------------- | ----------------------------- | ----------------------- | ------------------------------ | ------------------------------------ | ------------------------ | ---------------------------- | ---------------------- | ----------------------- |
| 2004 | Portugal |                               |                               |                         | Mariana Coelho (1/1)           | Carolina Prado (1/1)                 |                          |                              |                        |                         |
| 2005 | Portugal |                               |                               | Leticia Ribeiro (1/1)   |                                |                                      |                          |                              |                        |                         |
| 2006 | Portugal |                               |                               |                         | Carmen Jahnke (1/1)            | Camilla Gjelsten (1/1)               |                          |                              |                        |                         |
| 2007 | Portugal |                               |                               |                         | Luciana Dias (1/1)             |                                      |                          |                              |                        |                         |
| 2009 | Portugal |                               |                               | Virigina Macedo (1/1)   |                                | Monica Silva (1/2)                   |                          |                              |                        | Monica Silva (2/2)      |
| 2010 | Portugal |                               | Gezary Matuda (1/2)           | Angelica Ferreira (1/2) | Rosalinda Ferreira (4/7)       | Beatriz Mesquita (1/4)               |                          |                              |                        | Beatriz Mesquita (2/4)  |
| 2011 | Portugal |                               | Oceane Talvard (1/1)          | Marina Medeiros (1/1)   | Luana Alzuguir (1/4)           | Ida Hansson (1/3)                    |                          | Gabrielle Garcia (1/4)       |                        | Gabrielle Garcia (2/4)  |
| 2012 | Portugal |                               | Angelica Ferreira (2/2)       |                         |                                | Ida Hansson (2/3)                    | Michelle Nicolini (1/3)  |                              |                        | Michelle Nicolini (2/3) |
| 2013 | Portugal |                               | Yasmin Sewgobind (1/1)        | Mackenzie Dern (1/3)    | Marina Ribeiro (1/1)           | Luana Alzuguir (1/4)                 | Caroline de Lazzer (1/1) |                              |                        | Luana Alzuguir (2/4)    |
| 2014 | Portugal |                               |                               |                         | Laurence Cousin(1/1)           | Vanessa Oliveira (1/1)               | Luana Alzuguir (3/4)     |                              |                        | Luana Alzuguir (4/4)    |
| 2015 | Portugal |                               |                               | Michelle Nicolini (3/3) | Angelica Galvao (1/1)          | Janni Larsson (1/1)                  | Ida Hansson (3/3)        | Dominyka Obelenyte (1/1)     | Gabrielle Garcia (3/4) | Gabrielle Garcia(4/4)   |
| 2016 | Portugal |                               | Kristina Barlaan (1/1)        | Mackenzie Dern (2/3)    | Jessica Cristina Santos (1/1)  | Luiza Monteiro (1/3)                 | Andresa Correa (1/2)     |                              | Ewelyn Arruda (1/1)    | Andresa Correa (2/2)    |
| 2017 | Portugal | Serena Gabrielli (1/2)        | Gezary Matuda (2/2)           | Mackenzie Dern (3/3)    | Beatriz Mesquita (3/4)         | Ana Carolina Vieira (lutadora) (1/1) | Nathiely de Jesus (1/3)  | Claudia Doval (1/2)          | Tayane Porfírio(1/4)   | Tayane Porfírio(2/4)    |
| 2018 | Portugal | Serena Gabrielli (2/2)        | Vanessa English (1/1)         | Amanda Monteiro (1/1)   | Beatriz Mesquita (4/4)         | Danielle Alvarez (1/1)               | Claudia Doval (2/2)      | Carina Santi (1/2)           | Tayane Porfírio (3/4)  | Tayane Porfírio (4/4)   |
| 2019 | Portugal | Mayssa Bastos (1/4)           | Amal Amjahid (1/2)            | Ffion Davies (1/3)      | Charlotte von Baumgarten (1/1) | Samantha Cook (1/1)                  | Luiza Monteiro (2/3)     | Nathiely de Jesus (2/3)      | Carina Santi (2/2)     | Nathiely de Jesus (3/3) |
| 2020 | Portugal | Mayssa Bastos (2/4)           | Anna Rodrigues (1/3)          | Amal Amjahid (2/2)      | Ffion Davies (2/3)             | Thamara Silva (1/1)                  | Sabatha Dos Santos (1/1) | Laura Barker (1/1)           | Jéssica Flowers (1/1)  | Ffion Davies (3/3)      |
| 2022 | Itália   | Thaís Loureiro Felipe (1/1)   | Mayssa Bastos (3/4)           | Anna Rodrigues (2/3)    | Nathalie Ribeiro (1/1)         | Thalyta Silva (1/3)                  | Maggie Grindatti (1/1)   |                              | Gabi Pessanha1/6)      | Gabi Pessanha (2/6)     |
| 2023 | França   | Jessica Caroline Dantas (1/2) | Mayssa Bastos (4/4)           | Anna Rodrigues (3/3)    | Luiza Monteiro (3/3)           | Thalyta Silva (2/3)                  | Maria Malyjasiak (1/1)   | Amanda de Oliveira (1/1)     | Gabi Pessanha (3/6)    | Gabi Pessanha (4/6)     |
| 2024 | França   | Shelby Murphey (1/1)          | Jessica Caroline Dantas (2/2) | Margot Ciccarelli (1/1) | Julia De Jesus Alves (1/1)     | Thalyta Silva (3/3)                  | Aurélie Le Vern (1/1)    | Melissa Stricker Cueto (1/1) | Gabi Pessanha (5/6)    | Gabi Pessanha (5/6)     |
| 2025 | Portugal | Thaís Loureiro Felipe         | Mayssa Bastos                 | Larissa Campos Carvalho | Janaina Maia de Menezes        | Vannessa Nancy Griffin               | Ingridd Alves de Sousa   | Melissa Stricker Cueto (1/1) | Gabi Pessanha (5/6)    | Gabi Pessanha (5/6)     |

## Ver Também
- Federação Internacional de Jiu-Jitsu Brasileiro
- Campeonato Mundial de Jiu-Jitsu
- Campeonato Mundial de Jiu-Jitsu No-Gi IBJJF
- Campeonato Mundial Master de Jiu-Jitsu
- Campeonato Pan-Americano de Jiu-Jitsu Brasileiro
- Campeonato Brasileiro de Jiu-Jitsu
- Campeonato Mundial Profissional de Jiu-Jitsu de Abu Dhabi
- Abu Dhabi Grand Slam Jiu-Jitsu World Tour
- Campeonato Asiático de Jiu-Jitsu IBJJF
- Campeonato Europeu de Jiu-Jitsu IBJJF No-Gi